# South Greenfield (Misuri)
South Greenfield es una villa ubicada en el condado de Dade en el estado estadounidense de Misuri. En el Censo de 2010 tenía una población de 90 habitantes y una densidad poblacional de 213,19 personas por km².

## Geografía
South Greenfield se encuentra ubicada en las coordenadas 37°22′30″N 93°50′35″O / 37.37500, -93.84306. Según la Oficina del Censo de los Estados Unidos, South Greenfield tiene una superficie total de 0.42 km², de la cual 0.42 km² corresponden a tierra firme y (0%) 0 km² es agua.

## Demografía
Según el censo de 2010, había 90 personas residiendo en South Greenfield. La densidad de población era de 213,19 hab./km². De los 90 habitantes, South Greenfield estaba compuesto por el 96.67% blancos, el 0% eran afroamericanos, el 3.33% eran amerindios, el 0% eran asiáticos, el 0% eran isleños del Pacífico, el 0% eran de otras razas y el 0% pertenecían a dos o más razas. Del total de la población el 0% eran hispanos o latinos de cualquier raza.